# Basílica del Cap del Port de Fornells

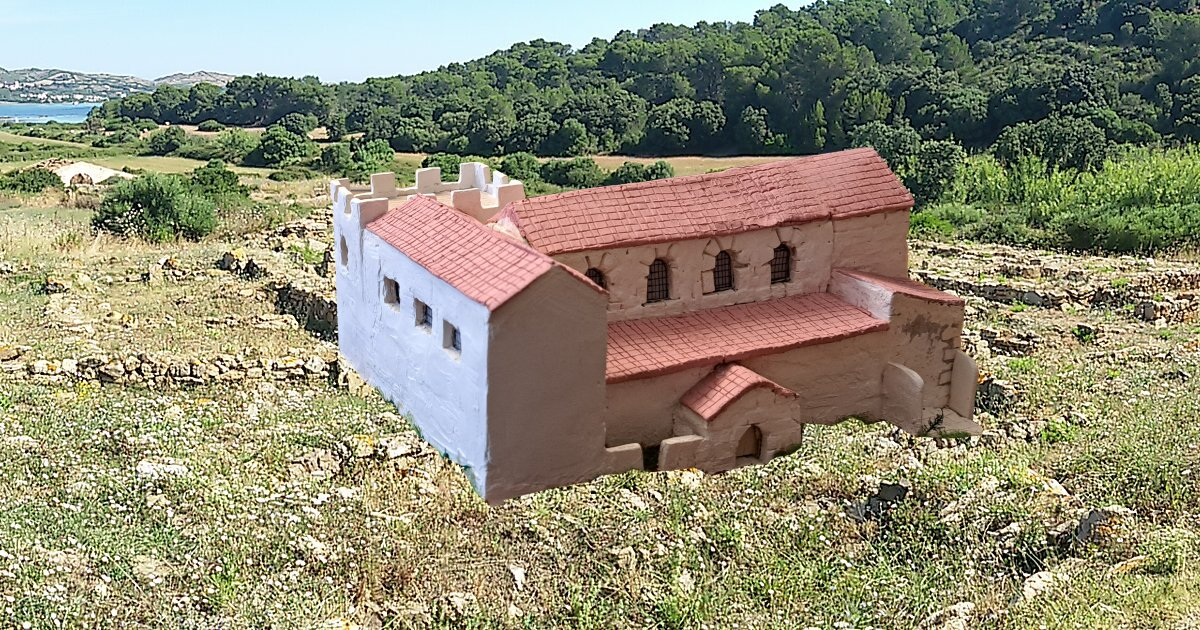
Reconstrucció de la Basílica des Cap des Port de Fornells. Es Mercadal. Menorca.

La Basílica des cap des Port de Fornells és un jaciment arqueològic corresponent a un conjunt, possiblement monàstic, de construccions i enterraments paleocristians ubicat al Port de Fornells (es Mercadal). El jaciment fou descobert el 1958 i excavat a partir de 1975, la seva datació que va des del segle v al vii i durant aquest període fou objecte de profundes transformacions. En molts aspectes es tracta d'un conjunt singular d'entre les edificacions religioses de l'època a Menorca. El recinte basilical tendeix a un quadrat de 26 mtres de costat. Té una cripta en forma de creu grega i pintures murals però no té mosaics i la ubicació de l'aula baptismal no és l'habitual.